# ブーザレアー (小惑星)
ブーザレアー (859 Bouzareah) は、小惑星帯の小惑星。フランスの天文学者フレデリック・シー (Frédéric Sy) がアルジェ天文台で発見した。
アルジェ天文台（現在は天文学天体物理学地球物理学中央研究所：Centre de Recherche en Astronomie, Astrophysique et Géophysique：CRAAG）のある、アルジェ郊外の街ブーザレアーから命名された。